# Joan Carles Anglès
Joan Carles Anglès (? — 1822) fou un pintor i teòric d'art català.
Va viure a Barcelona, on fou vocal de la Junta de Comerç, càrrec que seguí exercint sota Josep I Bonaparte el 1809, a qui declarà fidelitat. De la seva obra pictòrica, d'escola neoclàssica, se'n coneix un únic quadre signat: El miracle de Sant Josep Oriol, de la col·lecció Boada, a Badalona. Fou més important com a teòric; en els seus escrits, entre els quals sobresurt el Discurso sobre la enseñanza del dibujo de 1809, demostra un bon coneixement de l'actualitat artística europea. Exercí el seu mestratge sobre els primers romàntics catalans entre els quals es troben Ramon López i Soler, Bonaventura Carles Aribau, i els pintors Josep Arrau i Lluís Rigalt.

## Obres
- Discurso sobre la enseñanza del Dibujo 1809
- El miracle de Sant Josep Oriol